# Mihalovec
Mihalovec – wieś w Słowenii, w gminie Brežice. W 2018 roku liczyła 291 mieszkańców.